# Parc national Tursujuq
Le parc national Tursujuq est un parc national du Québec, au Canada.  Avec une superficie de 26 106,7 km2, il s'agit de la plus grande aire protégée du Québec.

## Toponyme
Le parc porte le nom en inuktitut du Goulet, le chenal reliant le lac Tasiujaq à la baie d'Hudson.

## Géographie
Le parc situé dans les territoires non organisés de Baie-d'Hudson et Rivière-Koksoak. Il est délimité à l'ouest par le territoire inuit de Umiujaq.

## Création du parc
À la suite de consultations publiques qui se sont tenues en 2008, le ministère du Développement durable, de l'Environnement, de la Faune et des Parcs a annoncé le 14 décembre 2012 qu'il va aller de l'avant avec la création du parc national Tursujuq. Il ajoute à la réserve initiale plus de 10 000 km2.